# 戴维·邦德
戴维·邦德（英語：David Bond，1922年3月27日—2013年3月23日），英国男子帆船运动员。他曾代表英国参加1948年夏季奥林匹克运动会帆船比赛，联同斯图尔特·莫里斯获得一枚金牌。